# Synagoga Lajbusia Hilenberga i Lajbusia Bławata w Łodzi
Synagoga Lajbusia Hilenberga i Lajbusia Bławata w Łodzi – prywatny dom modlitwy znajdujący się w Łodzi przy ulicy Ogrodowej 10.
Synagoga została zbudowana w 1891 roku z inicjatywy Lajbusia Hilenberga i Lajbusia Bławata. Podczas II wojny światowej hitlerowcy zdewastowali synagogę.